# Owen (Name)
Owen ist ein hauptsächlich im englischen Sprachraum verbreiteter männlicher Vorname und Familienname.

## Herkunft und Bedeutung
Ursprünglich kommt der Name aus der lateinischen bzw. griechischen Sprache: Der Männername Eugenius (Mann aus vornehmem Geschlecht, griech. eu = gut, genos = Geschlecht, Abstammung), wurde durch Angleichung an die walisische Sprache zu Oen bzw. Owain (irisch Eoin bzw. Eoghan); da oen auf Walisisch für das Lamm steht, bedeutet Owen heute in etwa das Unschuldslamm. 

## Namenstag
Als Namenstag kann der 24. August gelten, der Gedenktag von Ouen (609–684), dem Bischof von Rouen, der als Heiliger verehrt wird.

## Namensträger

### Vorname
- Owen Arthur (1949–2020), Politiker von Barbados
- Owen Barfield (1898–1997), englischer Philosoph, Sprachwissenschaftler, Rechtsanwalt und Schriftsteller
- Owen Broder (* 1989), US-amerikanischer Jazzmusiker
- Owen Chadwick (1916–2015), britischer Theologe und Historiker
- Owen Chamberlain (1920–2006), US-amerikanischer Physiker
- Owen Coyle (* 1966), schottisch-irischer Fußballspieler und -trainer
- Owen Davis (1874–1956), US-amerikanischer Dramatiker
- Owen Farrell (* 1991), englischer Rugby-Union-Spieler
- Owen Fussey (* 1983), kanadisch-britischer Eishockeyspieler
- Owen K. Garriott (1930–2019), US-amerikanischer Raumfahrer
- Owen Gray (1939–2025), jamaikanischer Sänger des Rhythm & Blues, Ska, Rocksteady und Reggae
- Owen Hargreaves (* 1981), englisch-kanadischer Fußballspieler
- Owen Hart (1965–1999), kanadischer Wrestler
- Owen Jones (1809–1874), britischer Architekt und Designer
- Owen Jones (* 1984), britischer Journalist und Autor
- Owen Joyner (* 2000), US-amerikanischer Schauspieler
- Owen King (* 1977), US-amerikanischer Schriftsteller
- Owen Luder (1928–2021), britischer Architekt (Brutalismus)
- Owen Meighan (* 1944), belizischer Leichtathlet
- Owen Moore (1886–1939), US-amerikanischer Schauspieler irischer Abstammung
- Owen Nolan (* 1972), kanadischer Eishockeyspieler
- Owen Pallett (* 1979), kanadischer Violinist und Sänger
- Owen Willans Richardson (1879–1959), britischer Physiker
- Owen Roizman (1936–2023), US-amerikanischer Kameramann
- Owen Teague (* 1998), US-amerikanischer Schauspieler
- Owen Tudor (Owen ap Maredudd ap Tudur; ≈1400–1461), Stammvater des Hauses Tudor
- Owen Underhill (* 1954), kanadischer Komponist, Dirigent, Flötist und Musikpädagoge
- Owen Wilson (* 1968), US-amerikanischer Schauspieler
- Owen Wister (1860–1938), US-amerikanischer Schriftsteller (Wildwestromane)
- Owen D. Young (1874–1962), US-amerikanischer Industrieller, Geschäftsmann, Anwalt und Diplomat

Zwischenname:
- Frank Owen Gehry (* 1929), kanadischer Architekt, siehe Frank Gehry
- Eric Owen Moss (* 1943), US-amerikanischer Architekt

### Fiktive Figuren
- Owen Meany, Titelfigur bei John Irving

### Familienname

#### A
- Albert Owen (Politiker) (* 1959), walisischer Politiker
- Albert Alan Owen (* 1948), britischer Komponist
- Aled Owen (1934–2022), walisischer Fußballspieler
- Alfred Owen (1908–1975), britischer Industrieller
- Alison Owen (* 1961), britische Filmproduzentin
- Alison Owen-Spencer (* 1953), US-amerikanische Skilangläuferin
- Allen Ferdinand Owen (1816–1865), US-amerikanischer Politiker
- Alun Owen (1924–1994), britischer Drehbuchautor
- Arthur Owen (1915–2000), britischer Automobilrennfahrer

#### B
- Beverley Owen (1937–2019), US-amerikanische Schauspielerin
- Bill Owen (Footballspieler) (1903–1975), US-amerikanischer American-Football-Spieler
- Bill Owen (Fußballspieler) (1906–1981), englischer Fußballspieler
- Bill Owen (Schauspieler) (1914–1999), britischer Schauspieler
- Billy Owen (Fußballspieler, 1872) (William Owen; 1872–1906), englischer Fußballspieler
- Billy Owen (Fußballspieler, 1906) (William Owen; 1906–1981), englischer Fußballspieler
- Billy Owen (Fußballspieler, 1914) (William Owen; 1914–1976), walisischer Fußballspieler
- Brad Owen (* 1950), US-amerikanischer Politiker

#### C
- Charles Owen (Perkussionist) (1912–1985), US-amerikanischer Perkussionist
- Charles Owen (Pianist) (* 1971), britischer Pianist
- Chloé Dygert Owen (* 1997), US-amerikanische Radsportlerin, siehe Chloé Dygert
- Chris Owen (* 1980), US-amerikanischer Schauspieler
- Chuck Owen (* 1954), US-amerikanischer Jazzmusiker, Orchesterleiter, Arrangeur, Komponist und Hochschullehrer
- Cliff Owen (1919–1993), britischer Regisseur
- Clive Owen (Regisseur) (* 1944), australischer Regisseur
- Clive Owen (* 1964), britischer Schauspieler

#### D
- Daniel Owen (Politiker) (1732–1812), englischer Farmer und Politiker
- Daniel Owen (Schriftsteller) (1836–1895), walisischer Schriftsteller
- Dave Owen (Politiker) (* 1938), US-amerikanischer Politiker
- Dave Owen (Baseballspieler) (* 1958), US-amerikanischer Baseballspieler
- David Owen (Dichter) (1784–1841), walisischer Dichter und Barde
- David Owen (Politiker) (* 1938), britischer Politiker
- David Dale Owen (1807–1860), US-amerikanischer Geologe
- Don Owen (* 1935), kanadischer Filmemacher

#### E
- Edward Owen (1886–1949), britischer Langstreckenläufer
- Edwyn Owen (1936–2007), US-amerikanischer Eishockeyspieler
- Emmett Marshall Owen (1877–1939), US-amerikanischer Politiker
- Emmie Owen (1871–1905), englische Sängerin (Sopran)

#### F
- Frank Owen (1879–1942), US-amerikanischer Baseballspieler
- Frankie Owen (* 1988), australische Synchronschwimmerin

#### G
- Gabe Owen (* 1977), US-amerikanischer Poolbillardspieler
- Gareth Owen (* 1982), englischer Fußballspieler
- Garth Owen-Smith (1944–2020), namibischer Naturschützer
- Gary Owen (Snookerspieler) (1929–1995), walisischer Snookerspieler
- Gary Owen (Fußballspieler) (* 1958), englischer Fußballspieler
- Gary Owen (Dramatiker) (* 1972), britischer Dramatiker
- Gary Owen (Komiker) (* 1974), US-amerikanischer Komiker und Schauspieler
- George Owen (Naturforscher) (1552–1613), walisischer Naturforscher und Autor
- George Owen (Fußballspieler) (1866–1922), walisischer Fußballspieler
- George Owen (Eishockeyspieler) (1901–1986), US-amerikanischer Eishockeyspieler
- George Owen (Radsportler) (1893–1966), britischer Radrennfahrer
- George Washington Owen (1796–1837), US-amerikanischer Politiker
- Goronwy Owen (1723–1769), walisischer Theologe und Poet
- Greg Owen (Golfspieler) (* 1972), englischer Golfspieler
- Greg Owen (Eishockeyspieler) (* 1981), englischer Eishockeyspieler
- Guillermo Owen (* 1938), kolumbianischer Mathematiker
- Gus Owen (1933–2022), Mitglied der Interstate Commerce Commission und des Surface Transportation Boards
- Guy Owen (1913–1952), kanadischer Eiskunstläufer
- Gwil Owen (* 1960), US-amerikanischer Countrymusiker
- Gwilym Ellis Lane Owen (1922–1982), britischer Philosophiehistoriker

#### H
- Heinrich Ernst Owen (1685–1758), deutscher Theologe
- Henry Owen (Theologe) (1716–1795), walisischer Theologe
- Henry D. Owen (1920–2011), US-amerikanischer Diplomat

- Hugh Owen (Cricketspieler) (1859–1912), englischer Cricketspieler
- Hugh Gwyn Owen (1933–2022), britischer Paläontologe und Geophysiker

#### J
- Jack Owen (* 1967), US-amerikanischer Gitarrist
- Jake Owen (* 1981), US-amerikanischer Country-Musiker
- James Owen (Politiker) (1784–1865), US-amerikanischer Politiker
- James A. Owen (* 1969), US-amerikanischer Autor und Illustrator
- Jane Owen (* 1963), britische Diplomatin
- John Owen (Schriftsteller) (1563–1622), walisischer Schriftsteller
- John Owen (Theologe) (1616–1683), englischer Theologe
- John Owen (Politiker) (1787–1841), US-amerikanischer Politiker
- John Owen (Schachspieler) (1827–1901), britischer Schachspieler und Geistlicher
- John Owen (Fußballspieler) (1848–1921), englischer Fußballspieler
- John Owen (Bischof) (1854–1926), britischer Geistlicher, Bischof von St. Davids
- John Owen (Rugbyspieler) (* 1939), englischer Rugby-Union-Spieler
- Johnny Owen (1956–1980), walisischer Boxer
- Jon Owen (* 1963), US-amerikanischer Rennrodler
- Joseph Owen (1720–1790), englischer Strafgefangener
- Judith Owen, walisische Sängerin und Songwriterin

#### K
- Kai Owen (* 1975), walisischer Schauspieler
- Ken Owen (* 1970), britischer Schlagzeuger

#### L
- Laurence Owen (1944–1961), US-amerikanische Eiskunstläuferin
- Lemuel Owen (1822–1912), kanadischer Politiker
- Lindsay Owen-Jones (* 1946), britischer Rennfahrer und Manager
- Lloyd Owen (* 1966), englischer Schauspieler
- Logan Owen (* 1995), US-amerikanischer Radrennfahrer

#### M
- Maribel Owen (1940–1961), US-amerikanische Eiskunstläuferin
- Marcus Owen (1935–1987), walisischer Snookerspieler
- Mark Owen (* 1972), britischer Popmusiker
- Mark Owen-Taylor (* 1962), australischer Schauspieler
- Marv Owen (1906–1991), US-amerikanischer Baseballspieler
- Michael Owen (* 1979), englischer Fußballspieler
- Mickey Owen (1916–2005), US-amerikanischer Baseballspieler

#### N
- Nicholas Owen (um 1550–1606), englischer Märtyrer
- Nora Owen (* 1945), irische Politikerin

#### P
- Peter Owen (Verleger) (1927–2016), britischer Verleger
- Peter Owen, britischer Maskenbildner und Perückenmacher

#### R
- Rachel Owen (1948–2016), britische Künstlerin und Hochschuldozentin
- Randy Owen (* 1949), US-amerikanischer Musiker
- Ray Owen (Rugbyspieler) (1904–2006), englischer Rugbyspieler
- Ray D. Owen (1915–2014), US-amerikanischer Immunologe
- Ray Owen (Musiker), britischer Sänger, Mitglied von der Band Juicy Lucy
- Reginald Owen (1887–1972), britischer Schauspieler
- Rena Owen (* 1962), neuseeländische Schauspielerin
- Richard Owen (1804–1892), britischer Arzt, Anatom, Zoologe und Paläontologe
- Robert Owen (Unternehmer) (1771–1858), britischer Unternehmer und Genossenschaftler
- Robert Owen (Dartspieler) (* 1984), walisischer Dartspieler
- Robert Dale Owen (1801–1877), US-amerikanischer Politiker und Diplomat
- Robert Latham Owen (1856–1947), US-amerikanischer Politiker
- Rod Owen-Jones (* 1970), australischer Wasserballspieler
- Roddy Owen (1856–1896), britischer Jockey und Offizier
- Russell Owen (1889–1952), US-amerikanischer Journalist
- Ruth Bryan Owen (1885–1954), US-amerikanische Politikerin

#### S
- Samuel Owen (Maler) (1768–1857), britischer Maler
- Samuel Owen (1774–1854), britisch-schwedischer Ingenieur, Erfinder und Unternehmer
- Sarah Owen (* 1983), britische Politikerin und Gewerkschaftsfunktionärin
- Seena Owen (1894–1966), US-amerikanische Schauspielerin
- Sid Owen (* 1972), englischer Schauspieler
- Spencer Owen (* 1984), US-amerikanischer Musiker
- Spike Owen (* 1961), US-amerikanischer Baseballspieler
- Stefania LaVie Owen (* 1997), US-amerikanische Schauspielerin
- Stephen Owen (Sinologe) (* 1946), US-amerikanischer Sinologe
- Stephen Owen (Politiker) (* 1948), kanadischer Politiker
- Steve Owen (Footballspieler) (Stephen Joseph Owens, 1898–1964), US-amerikanischer American-Football-Spieler und -Trainer
- Steve Owen (Rennfahrer) (* 1974), australischer Automobilrennfahrer
- Susan Owen-Leinert (* 1958), US-amerikanische Sängerin (Sopran) und Gesangspädagogin
- Swason Owen (* 1982), Fußballschiedsrichter der Cayman-Inseln
- Syd Owen (1922–1998), englischer Fußballspieler und -trainer

#### T
- Thomas Owen (Priester) (1749–1812), walisischer Priester und Übersetzer
- Thomas Owen (Schriftsteller) (1910–2002), belgischer Schriftsteller
- Tom Owen (Schauspieler) (Thomas William Stevenson Rowbotham; 1949–2022), britischer Schauspieler
- Tom Owen (Footballspieler) (Willis Thomas Owen; * 1952), US-amerikanischer American-Football-Spieler
- Tom Owen (Musiker) (* 1980), britischer Oboist

#### W
- Walter Stewart Owen (1904–1981), kanadischer Rechtsanwalt und Manager
- Wilfred Owen (1893–1918), englischer Dichter
- Wilfred Owen (Verkehrswissenschaftler) (1912–2001), US-amerikanischer Verkehrswissenschaftler
- Will Owen (* 1995), US-amerikanischer Autorennfahrer
- William Owen (Maler) (1769–1825), englischer Maler
- William Owen (Richter) (1899–1972), australischer Richter
- William Owen (Fußballspieler) (1905–1997), englischer Fußballspieler
- William Barry Owen (1860–1914), US-amerikanischer Unternehmer
- William D. Owen (1846–1906), US-amerikanischer Politiker
- William Fitzwilliam Owen (1774–1857), britischer Marineoffizier und Afrikaforscher
- William „Will“ Owen (* 1995), US-amerikanischer Automobilrennfahrer